# 竜田山
竜田山（たつたやま）は、生駒山地の最南端、信貴山の南に連なる大和川北岸の山々の総称。竜田川流域にあって紅葉が美しく、万葉集に読まれた事で有名。
大阪府南部（河内国）と奈良県（大和国）の境に近い、奈良県生駒郡の西方に比定されて紹介されていることが多い。奈良県の資料では「竜田山は斑鳩の山ではなく、三郷町と柏原市にまたがる山で地図上にない山」としている。現代には竜田山という地名は存在しないが、竜田神社、竜田川、竜田道という名は現存している。

## 歴史
神武天皇は即位前に竜田山に入ったが、峻険で狭い道に行軍が難航したという。また、履中天皇も即位前に住吉仲皇子の反乱に遭い、平群木菟に助けられ難波から竜田山を経て大和国へ入っている。
昌泰元年（898年）には宇多上皇が吉野から摂津国に向かう途中、竜田山を越えて河内国に入ったという記録がある。

## 製鉄業
河内国古市郡の嶽山から竜田山にかけての地域は、古代に製鉄・鍛冶が盛んであった地域として知られている。

## 万葉集
竜田山関連の万葉集は15首あるとの記述がここにあった。現在確認中は短歌10首と長歌は下記を含め3首。参考URLには龍田山の言葉のない短歌１首を引いている
0083 海の底　沖つ白波　龍田山　いつか越えなむ　妹があたり見む　
0877 ひともねのうらぶれ居るに龍田山御馬近づかば忘らしなむか
07/1181 朝霞止まずたなびく龍田山舟出せむ日は我れ恋ひむかも　覊旅作
2194: 雁がねの来鳴きしなへに韓衣龍田の山はもみちそめたり
2211: 妹が紐解くと結びて龍田山今こそもみちそめてありけれ
10/2214: 夕されば雁の越え行く龍田山しぐれに競ひ色づきにけり 詠黄葉
10/2294: 秋されば雁飛び越ゆる龍田山立ちても居ても君をしぞ思ふ 寄山
3722: 大伴の御津の泊りに船泊てて龍田の山をいつか越え行かむ
3931: 君により我が名はすでに龍田山絶えたる恋の繁きころかも
4395: 龍田山見つつ越え来し桜花散りか過ぎなむ我が帰るとに

聖徳太子が竜田山の死人を見て作った「春三月、諸卿大夫等の難波に下りし時の歌」という長歌が巻九が有名。